# Pas de vagues
Pour plus de détails, voir Fiche technique et Distribution.
Pas de vagues est un film dramatique franco-belge coécrit avec Audrey Diwan et réalisé par Teddy Lussi-Modeste, sorti en 2024,. Le film s'inspire d'une histoire vraie vécue par le réalisateur en 2020, lorsqu'il était professeur de français dans un collège d'Aubervilliers et fut accusé à tort de harcèlement par une élève. Le film est présenté en avant-première mondiale au Tournai Ramdam Festival 2024, avant sa sortie en salles le 27 mars 2024.

## Synopsis
Julien est un jeune professeur de français qui est accusé à tort de harcèlement par une élève adolescente, Leslie, et tente de prouver son innocence alors qu'il fait face à des pressions multiples de la part du frère aîné de la jeune fille et de ses camarades de classe. Cet incident tourne à l'incendie et embrase le collège, alors que Julien cherche du soutien parmi ses collègues et sa hiérarchie. Mais devant le risque d’embrasement, le silence règne dans l'école. Parallèlement, il cache son homosexualité à ses élèves et collègues, jusqu'à ce qu'une vidéo intime ne commence à circuler à l'école et révèle son secret, ce qui finit par amplifier la spirale de violence dont il est la victime.

## Fiche technique
Sauf indication contraire, les informations mentionnées dans cette section peuvent être confirmées par la base de données cinématographiques IMDb,  présente dans la section « Liens externes ».
- Titre original : Pas de vagues
- Titre provisoire : Cueillez votre jeunesse, La Plainte, Pas de vague
- Réalisation : Teddy Lussi-Modeste
- Scénario : Teddy Lussi-Modeste et Audrey Diwan
- Musique : Jean-Benoît Dunckel
- Photographie : Hichame Alaouié
- Montage : Guerric Catala
- Producteurs : Jean-Christophe Reymond et Amaury Ovise
- Coproducteurs : Cassandre Warnauts et Jean-Yves Roubin
- Sociétés de production : Kazak Productions, Frakas Productions[3]
- Sociétés de distribution : Ad Vitam Distribution (France)[1], Cinéart (Belgique)[4]
- Pays de production : France[1], Belgique[3],[5]
- Langue originale : français[1]
- Format : couleur[5]
- Genre : drame[1]
- Budget : 3,9 millions d'euros[5]
- Durée : 92 minutes[6]
- Dates de sortie :
  - Belgique : 18 janvier 2024 (Tournai Ramdam Festival)[7] ; 3 avril 2024 (sortie nationale)[4]
  - France : 27 mars 2024 (sortie nationale)[8]
  - Suisse romande :  15 mai 2024[9]
- Classification :
  - France : tous publics[10] (Interdit aux moins de 10 ans à la télévision)
  - Suisse romande : Interdit aux moins de 12 ans[9]

## Distribution
- François Civil : Julien Keller
- Shaïn Boumedine : Walid, le compagnon de Julien
- Toscane Duquesne : Leslie
- Mallory Wanecque : Océane
- Emma Boumali : Sihem
- Bakary Kebe : Modibo
- Marianne Ehouman : Roxana
- Luna Ho Poumey : Erica
- Estevan Marchenoir : Théo
- Jawed Atik : Mohamed-Amine
- Mohamed Fadiga : Yassine
- Armindo Alves de Sa : Steve, le frère de Leslie
- Francis Leplay : M. Musil, le principal du collège
- Myriam Djeljeli : Nora, la CPE
- Walid Afkir : Omar, le surveillant
- Agnès Hurstel : Laura
- Émilie Incerti Formentini	: Claire
- Mustapha Abourachid : Nasser
- Fadily Camara : Fatou
- Djilali Redjal : Gaspard
- Malo Chanson-Demange : Kylian
- Mahdi Gely : Nassim
- Douglas Grauwels : Philippe
- Mia Yapo : Sara
- Aaron Yapo : Glendy

## Production

### Genèse et développement
Le scénario a été coécrit par le réalisateur Teddy Lussi-Modeste et Audrey Diwan, inspiré par la propre expérience du réalisateur lorsqu'il était professeur de français dans un collège d'Aubervilliers en Seine-Saint-Denis et a été accusé à tort de harcèlement par une élève de 13 ans en 2020,. « Tous les profs se sont alors mis en grève, il y a eu des menaces de mort, des plaintes au commissariat... », explique le producteur Jean-Christophe Reymond sur ce qui est arrivé à Teddy Lussi-Modeste à l'époque. Le film s'inscrit dans le mouvement de libération de la parole des professeurs face au sentiment d'abandon de leur hiérarchie,.
Le titre provisoire du film en 2021 était Cueillez votre jeunesse,, et il a ensuite été renommé La Plainte en 2022. Le film a été tourné avec le titre Pas de vague en 2022,, avant d'être renommé pour la dernière fois comme Pas de vagues en juillet 2023,.
François Civil a été annoncé dans le rôle principal le 20 mai 2022. Le 11 juillet 2022, il a été signalé que le projet avait bénéficié d'une avance sur recettes par le CNC.
Pas de vagues est une coproduction entre Kazak Productions de France et Frakas Productions de Belgique,. Le budget total du film est 3 996 969 €, dont 95 000 € provenant du Tax Shelter belge. Les ventes internationales sont gérées par la société parisienne Indie Sales. La première image du film a été dévoilée le 9 mai 2023.
En janvier 2023, le site américain Ioncinema a inscrit Pas de vagues dans sa liste des « 200 films étrangers les plus attendus de 2023 » à la 159e place.
Le film est présenté aux acheteurs lors du Marché du Film au Festival de Cannes 2023 avec un promo-reel exclusif.
Le réalisateur Teddy Lussi-Modeste explique le film :

« Mon film est un cri. Et s’il y a cri, c’est qu’il y a espoir. Il reste des hommes et des femmes qui ont le goût de la transmission – moi-même je ne me vois pas démissionner de mon poste d’enseignant malgré les difficultés. Je suis trop reconnaissant de tout ce que l’école m’a apporté. Pour déconstruire les discours de haine qui traversent notre société, nous avons plus que jamais besoin que cette transmission entre les professeurs et les élèves se fasse. »

### Tournage
Le tournage a lieu à Paris entre le 9 novembre 2022 et le 10 décembre 2022,.

## Sortie
Le film est présenté en avant-première mondiale au Tournai Ramdam Festival 2024 le 18 janvier 2024,. Ad Vitam sort le film en salles en France le 27 mars 2024. Cinéart sort le film en Belgique le 3 avril 2024.

## Accueil

### Critiques
En France, le site Allociné propose une moyenne de 3,5⁄5 à partir de l'interprétation de 24 critiques de presse.
Catherine Balle attribue au film 3,5 étoiles et a écrit pour Le Parisien : « Pas de vagues montre avec beaucoup de nuances comment un malentendu peut dégénérer au point qu’il ne semble plus y avoir de retour en arrière possible. Et comment les professeurs de collège comme les élèves sont vulnérables quand ils ne sont pas soutenus. Un film sous tension et éclairant, porté par un François Civil formidable. »
Xavier Leherpeur de L'Obs attribue au film 4 étoiles et a écrit : « Les personnages possèdent tous une face cachée, ce qui évite au récit de tomber dans la schématisation et lui confère une complexité supplémentaire – complexité sur laquelle se greffe avec intelligence une mise en scène acérée, tendue mais jamais mécanique, ainsi que l’interprétation d’une impeccable justesse de François Civil. »
Judith Beauvallet d'Écran Large attribue au film 3,5 étoiles et a écrit : « Par rapport à sa bande-annonce grossière, Pas de vagues se révèle bien plus nuancé et intelligent. Cette dénonciation virulente d'un système scolaire qui se refuse à prendre en compte la détresse des élèves et des professeurs essuie certes quelques maladresses, mais parvient malgré tout à bouleverser, grâce à une écriture sensible et une interprétation excellente (et la musique de Benassi Bros). »
Pour Caroline Vié de 20 Minutes, François Civil : « est exceptionnel dans le passionnant Pas de vagues. »
Pour Olivier De Bruyn de Les Échos, le film est « Une fiction pertinente sur certaines dérives de notre époque », et qui « Teddy Lussi-Modeste, sans une scène de trop, dépeint une école qui n'a plus rien d'un sanctuaire, mais tout du réceptacle de certaines confusions de notre époque. Un constat amer pour un film qui frappe par sa justesse et sa rigueur. »
Le Point attribue au film 4 étoiles et a écrit : « L'occasion pour Teddy Lussi-Modeste de montrer le désarroi d'un simple professeur dont l'idéalisme se cogne aux maux de la société. En déroulant sous nos yeux l'engrenage monstrueux de la rumeur, il accentue ici la tension de son film porté de bout en bout par le jeu ouvert, puissant de François Civil, capable de faire passer toutes les émotions de son personnage en proie à un cauchemar éveillé. »

### Box-office
Pour son premier jour d'exploitation en France, Pas de vagues réalise 19 809 entrées, dont 8164 en avant-première, pour un total de 1 124 séances proposées dans 350 salles, se plaçant à la deuxième place du box-office des nouveautés pour sa journée de démarrage, derrière Kung Fu Panda 4 (97 777 entrées) et devant La Promesse verte (17 012 entrées). Il est le meilleur lancement d'Ad Vitam depuis L'Innocent en 2022 (20 000 entrées). Pour sa première semaine d'exploitation en salles, le film cumule 162 571 entrées pour un total de 11 007 séances, se plaçant à la troisième place du box-office, derrière Dune, deuxième partie (304 180 entrées), et devant La Promesse verte (144 698 entrées). Il s'agit du plus gros succès en salles de Teddy Lussi-Modeste.
| Pays ou région | Box-office      | Date d'arrêt du box-office | Nombre de semaines |
| -------------- | --------------- | -------------------------- | ------------------ |
| France         | 410 701 entrées | en cours                   | 8                  |
| Total mondial  | 3,1 million USD | -                          | -                  |

## Distinctions

### Sélections
- Tournai Ramdam Festival 2024 : avant-première, séction « Fictions »[7]
- Festival du film Queer Pink Apple 2024 : sélection officielle, séction « In Focus »[34]
- Festival international du film d'Emden-Norderney 2024 : séction « International », en compétition pour le prix SCORE Bernhard Wicki et pour le prix DGB Film[35]